# Credaro
Credaro är en ort och kommun i provinsen Bergamo i regionen Lombardiet i Italien. Kommunen hade 3 497 invånare (2018).